# Kang Ga-ae
Kang Ga-ae (koreanisch 강가애; * 10. Dezember 1990 in Südkorea) ist eine südkoreanische Fußballtorhüterin. Seit 2016 spielte sie die A-Nationalspielerin ihres Landes.

## Karriere

### Verein
Von 2011 bis 2013 spielte Kang bei Chungnam Ilhwa Chunma WFC. 2013 wechselte sie zu Sejong Sportstoto.

### Nationalmannschaft
Kang bestritt 2010 ein einziges Spiel für die südkoreanische U20-Frauennationalmannschaft. Seit 2016 spielt sie in der Südkoreanische Fußballnationalmannschaft der Frauen. Ihr Debüt gab sie am 4. Juni 2016 in einem Freundschaftsspiel gegen Myanmar. Sie kassierte bis zu ihrem siebten Länderspiel, bei einer 0:1-Niederlage gegen die Schweiz kein Gegentor. Bisher absolvierte sie 13 Länderspiele.

## Erfolge
- Zypern-Cup-Finalist 2017